# Nikolaj Marr

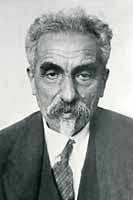
Nikolaj Marr

Nikoláj Jákovlevitj Marr (ryska: Николай Яковлевич Марр) född 6 januari 1865 (25 december 1864 enligt gamla stilen) i Kutaisi (dåvarande Ryssland, nu Georgien), död 20 december 1934 i Leningrad var en rysk och sovjetisk orientalist och kaukasus-expert, filolog, historiker, etnograf och arkeolog, ledamot av Peterburgs vetenskapsakademi och Rysslands Vetenskapsakademi. Efter revolutionen blev han mycket känd som grundaren av den nya språkvetenskapen eller jafetiska teorin.

## Orientaliska studier
Marr var son till en skotte, James (enligt vissa källor: Jacob) Marr som bodde i Georgien och grundade den botaniska trädgården i Kutaisi, och en betydligt yngre georgiska, Agafija Magularija. Nikolaj Marrs modersmål var georgiska men han var tidigt intresserad av språk och lärde sig behärska flera andra europeiska och kaukasiska språk. När han gått ut gymnasiet i Kutaisi flyttade Marr till Sankt Petersburg, där han bodde resten av sitt liv. På universitetet i Sankt Petersburg studerade han samtidigt vid alla avdelningar på institutionen för orientalistik, så att han lärde sig samtliga orientaliska språk som det fanns undervisning i. 1890 tog han examen och blev snart en av Rysslands ledande orientalister.
Marr gjorde stora insatser inom Georgiens och Armeniens historia, arkeologi och etnografi, han publicerade många forngeorgiska och fornarmeniska texter och inskriptioner, bedrev utgrävningar av en rad forntida städer och kloster i Kaukasien. Hans främsta arbeten gällde den forntida staden Ani. Expeditionens material gick till större delen förlorat under 1917-18, vilket gör Marrs publikationer till viktiga förstahandskällor. Marrs arbete på detta område anses fortfarande vara mycket värdefullt.
Marr blev professor 1902 och dekan 1911.

## Tidiga lingvistiska arbeten
Marr utgav 1908 en grammatik över det fornarmeniska språket och 1910 en grammatik över det laziska språket som värderades högt av specialister. I början av sin verksamhet, på 1880-talet, intresserade sig Marr för genetiska samband mellan olika kaukasiska språk, särskilt de kartvelska språken, dit både laziska och Marrs eget modersmål, georgiska hör. Han lade fram en rad teorier om deras släktskap med semitiska språk och baskiska och föreslog att språkfamiljen borde kallas den jafetiska efter Jafet, son till Noa. Senare kom innebörden hos detta begrepp att ändras hos Marr och hans efterföljare - på 1920-talet urskiljde Marr ett "jafetiskt element" i varje språk han studerade.
Marrs tidiga hypoteser visade sig inte stämma med de uppgifter som samlats in och han kritiserades skarpt av Antoine Meillet redan 1894 då han reste till Frankrike. Detta ledde till att Marr började tvivla på den jämförande språkforskningen och den samtida lingvistiken över huvud taget. Efter revolutionen stärktes dessa tvivel ytterligare.

## Den nya språkvetenskapen
Marr saknade helt lingvistisk utbildning (på hans tid var den strikt åtskild från studier i orientalistik) vilket hindrade honom från att vetenskapligt verifiera sina teorier, och hans fantasi kände inga gränser. Han lärde sig tala ett stort antal språk, men av dem var det bara sydgeorgisk och abchasisk språkhistoria han hade ens någorlunda kunskaper i. Han var praktiskt taget helt okunnig om den vid samma tid väl utforskade indoeuropeiska och turkiska språkhistorien. Första världskriget satte stopp för Marrs utgrävningsverksamhet och han började ägna sig mer åt sina teorier.
I "den nya språkvetenskapen" eller den jafetiska teorin, som Marr framträdde med i november 1923, överväger fullkomligt ovetenskapliga, icke verifierbara påståenden, som till exempel att alla språk skulle härstamma från "fyra element", idén om de jafetiska språken som en grupp som är besläktade inte historiskt utan av sociala och klassmässiga skäl, och liknande. Dessa idéer lade Marr fram på ett mycket dunkelt och inkonsekvent sätt, och några av hans samtida och andra forskare som till exempel Nikolaj Trubetskoj och Igor Djakonov antar att Marr kan ha blivit psykiskt sjuk under 20-talet. Det har även rapporterats egendomligheter i hans beteende redan då han var student vid gymnasiet i Kutaisi.
Från 1928 började Marr allt mer närma sin teori till marxismen, trots att han inte visat några tendenser till vänsteråsikter innan revolutionen. Han började föra fram idén om språket som "överbyggnad" över samhälleliga förhållanden och menade att språket avspeglar samhällets utvecklingsstadier som till exempel slavsamhälle, feodalism osv. Han hävdade att den traditionella jämförande språkvetenskapen var en borgerlig vetenskap. Han var den enda av medlemmarna i Kejserliga vetenskapsakademien som gick in i Sovjetunionens kommunistiska parti, och blev dessutom antagen utan prövotid, vilket var mycket ovanligt. Inte långt efter sitt inträde i kommunistpartiet framträdde Marr med ett tal från vetenskapsmännen på kommunistpartiets sextonde kongress (1930) och fick då tala direkt efter Stalin, som i sitt eget föredrag inkluderade flera av Marrs påståenden.
Det finns vittnesmål från Marrs samtida om att han gick in i partiet främst för karriärens skull, men att hans idéer blev framgångsrika berodde också på att de var revolutionära och ambitiösa vilket passade in i tidsandan. Marrs teori fick officiellt stöd från slutet av 1920-talet och fram till 1950 gjorde man mycket propaganda för dem som "den äkta marxistiska språkvetenskapen". De som kritiserade teorierna motarbetades och utsattes för rena repressalier, vilket kom att starkt bromsa utvecklingen inom lingvistiken i Sovjetunionen.

## På ärans höjder
På 1920- och 30-talet var Marr en stor auktoritet bland intellektuella. Även vissa professionella lingvister imponerades av det storslagna hos hans idéer, de många nya vetenskapliga problem han formulerade, och hans starka personlighet (det är talande att Marrs inflytande var större i Leningrad, där han bodde, än i andra vetenskapliga centra). Marr hade också stort inflytande på många kultur- och litteraturvetare.
Marr grundade i Petrograd 1921 Jafetiska institutet, senare Institutet för språk och kognition i N. Ja. Marrs namn, nu Ryska vetenskapsakademiens institut för lingvistisk forskning. Han var 1926-1930 direktör för Leningrads offentliga bibliotek och valdes den 3 mars 1930 till vice ordförande för Sovjetiska vetenskapsakademin.
I hans efterföljares artiklar under dessa tider benämndes Marr allt oftare som "stor" och "genial" och han fick många hedersutmärkelser. Han utnämndes rent av till "hedersmedlem av den röda flottan". Marrs roll i utvecklandet av skriftspråk för Sovjetunionens minoritetsspråk underströks ofta. Det universella "analytiska alfabet" han uppfunnit redan innan revolutionen infördes 1923 för abchasiska språket, men var besvärligt att använda och fick efter ett par år ersättas med en modifierad variant av det kyrilliska alfabetet. I praktiken deltog dock varken Marr eller hans närmaste omgivning i arbetet med alfabetiseringen. Vid 45-årsjubileet av Marrs vetenskapliga verksamhet tilldelades han leninorden 1933. Marr själv kunde dock inte delta i firandet, då han hade drabbats av en infarkt. Han levde ytterligare ett år, men återvände inte till arbetet.
I samband med Marrs död och begravning i Leningrad ställdes undervisningen in i skolorna, och sorgehögtiden antog dimensioner som kunde jämföras med de hedersbetygelser som nyligen hade visats Sergej Kirov. En minnesskrift över Marr trycktes på rekordtid och han begravdes i Alexander-Nevskij-klostret.
Efter Marrs död lämnade hans lärjungar den ovetenskapliga "nya språkvetenskapen" bakom sig och studerade inom ramen för den normala vetenskapliga verksamheten problem som hade med bland annat typologi och syntax att göra.

## Arvet efter Marr
Femton år efter Marrs död, den 20 juni 1950 blev hans teorier diskrediterade av hans tidigare välgörare Josef Stalin. I Marxismen och språkvetenskapens frågor hävdar Stalin att Marr "ärligt ville" bli marxist, men misslyckades. Efter detta kom Marr att utsättas för officiell kritik, och först efter 1956 blev det åter möjligt att tala om vissa förtjänster hos Marr som lingvist, eller åtminstone som en författare, som hade förmågan att intuitivt ställa fruktbara frågor, men inte själv lyckades lösa dem. Inom några områden hade Marr en stimulerande inverkan på lingvistiken (typologi och semantik), och några av hans arbeten inom kaukasiska språk och baskiska har återutgivits, men i det stora hela är det allmänt vedertaget att Marrs verksamhet, och det officiella stöd den rönte, hade en negativ inverkan på lingvistikens utveckling.

## Verk
- Избранные работы, т. 1-5, М. — Л., 1933-37. (Samlade verk i fem band)
- Яфетидология. М., 2002. (Jafetidologi)